# Ulrich von Liechtenstein

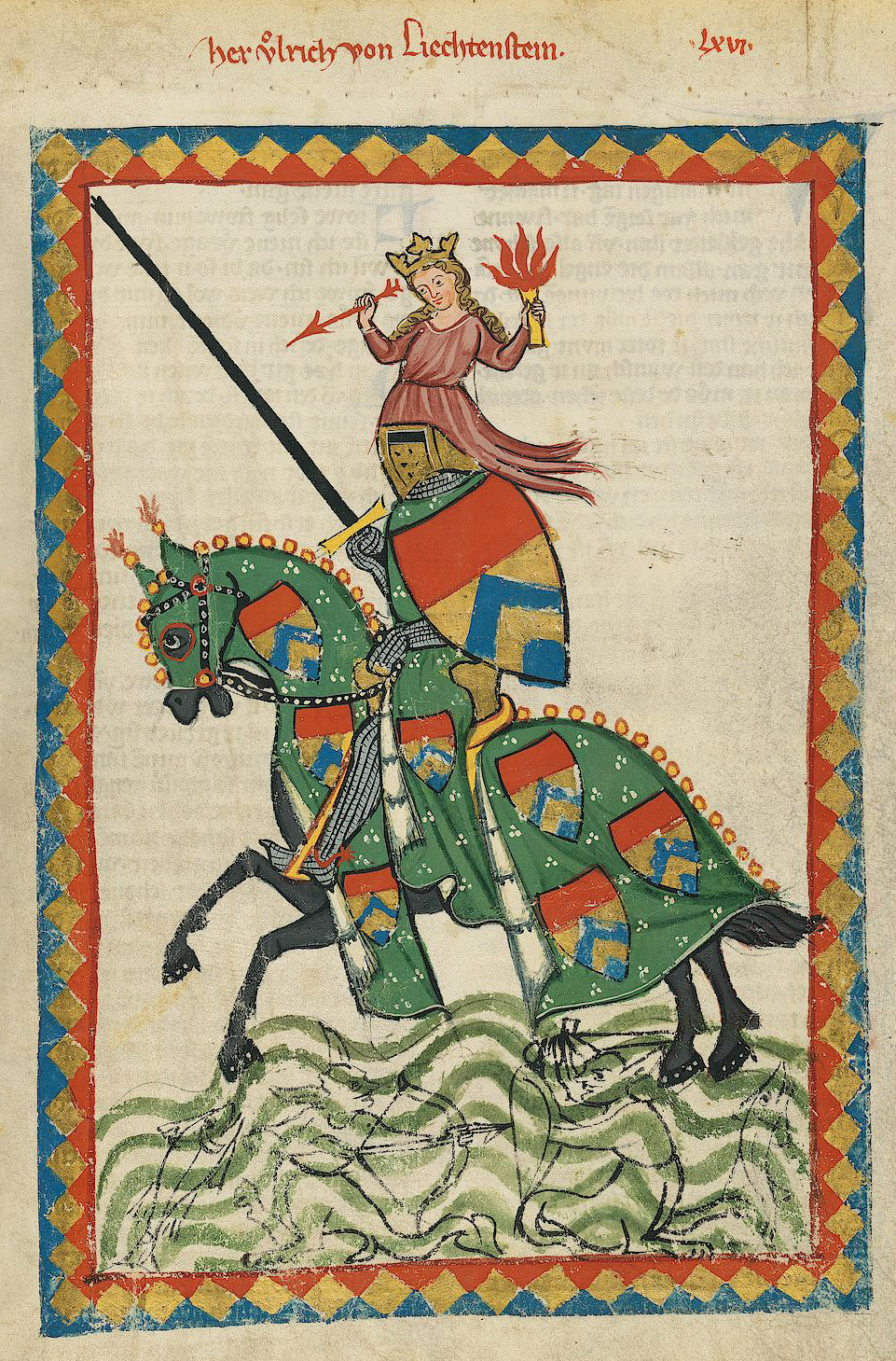
Ulrich van Liechtenstein (Codex Manesse, 14e eeuw.).
Ulrich is hier afgebeeld als toernooiridder met helmteken in de vorm van "Dame Venus" (met cupidopijl en fakkel). In deze incognito-uitrusting heeft hij volgens zijn levensbeschrijving als minneridder in 1227 een grote literaire toernooireis ondernomen.

Ulrich von Liechtenstein (ook Lichtenstein) (ca. 1200 - 26 januari 1275) was een 13e-eeuws  ministeriaal, dichter en minnezanger. Hij schreef in het Middelhoogduits.

## Leven
Ulrich von Liechtenstein behoorde tot een vermogend en invloedrijke geslacht van ministerialen uit het hertogdom Stiermarken dat haar stamslot had in de burcht Liechtenstein ten zuidoosten van Judenburg, nu een ruïne. Dit geslacht was niet verwant met de Oostenrijkse Liechtensteins.
Ulrich bekleedde een aantal belangrijke politieke functies: in de jaren 1244-1245 was hij Truchsess van Stiermarken, van 1267-1272 was hij er maarschalk; in 1272 ook rechter. Uit de jaren 1227-1274 zijn 95 oorkonden bewaard gebleven, waarin zijn naam wordt genoemd; acht van deze oorkonden heeft hij zelf opgesteld. 
De Frauenburg (nu een ruïne) zou zijn favoriete verblijfplaats zijn geweest. Het bevindt zich boven het dorp Frauenburg in de huidige gemeente Unzmarkt-Frauenburg in het dal van de Mur in het westen van Boven-Stiermarken.

## Werken
De minnelyriek van Ulrich is in de grote verzameling van de Codex Manesse opgenomen. Eerder had Ulrich zelf al zijn 58 doene in de levensbeschrijving van de minnezanger, de zogenaamde Frauendienst, verzameld. Hij vertelt daarin in de Ik-vorm over zijn leven als het verhaal van een 'Minne'-wervende ridder. De mate van stilering van dit levensverhaal naar literaire patronen is moeilijk in te schatten. De andersoortige zelfopvatting van het individu in de Middeleeuwen verbiedt het in ieder geval de Frauendienst met moderne begrippen als 'fictie' of 'autobiografie' te duiden. Wanneer hierdoor een deels komisch licht op de 'minnewerver' valt (ernstige vernedering van de minnewerver als een teken van onvoorwaardelijke toewijding), zo vertegenwoordigt Ulrich in zijn Frauenbuch een ernstige, belerende intentie.
- Frauendienst (Vrowen dienst). 1255 (Auszug Süeze doene Audio)
- Frauenbuch (Der vrouwen puoch). 1257 (eLibrary Austria eLib Volltext)
- Sumervar ist nu gar (KLD 58.XXIX)
- Disiu liet heizent frouwen tanz (KLD 58.XLVI)
- Wunneclîchen hôhe mîn gemüete (KLD 58.XLIII)

De lyriek van Ulrich wordt beschouwd als conventioneel, artistiek en beïnvloed door de hoge minnezang rond 1200, in het bijzonder door Walther von der Vogelweide. De theoretische en verhalende teksten over de minnezang staan daarmee in contrast. Zij maakt gebruik van geavanceerde verhaaltechnische middelen van (gebruik van de Ik-vorm in de Frauendienst, ingekaderde dialoogvorm in het Frauenbuch). Desondanks wordt Ulrich van Lichtenstein niet tot de grote vertellers uit de Duitse Middeleeuwen gerekend.

## Voetnoten
1. ↑  Niet in de moderne zin van het woord, maar naar het Duitse de:Dichter
2. ↑  Vergelijkbaar met  Aartsdrossaard